# 5月12日
5月12日（ごがつじゅうににち）は、グレゴリオ暦で年始から132日目（閏年では133日目）にあたり、年末まではあと233日ある。

## できごと

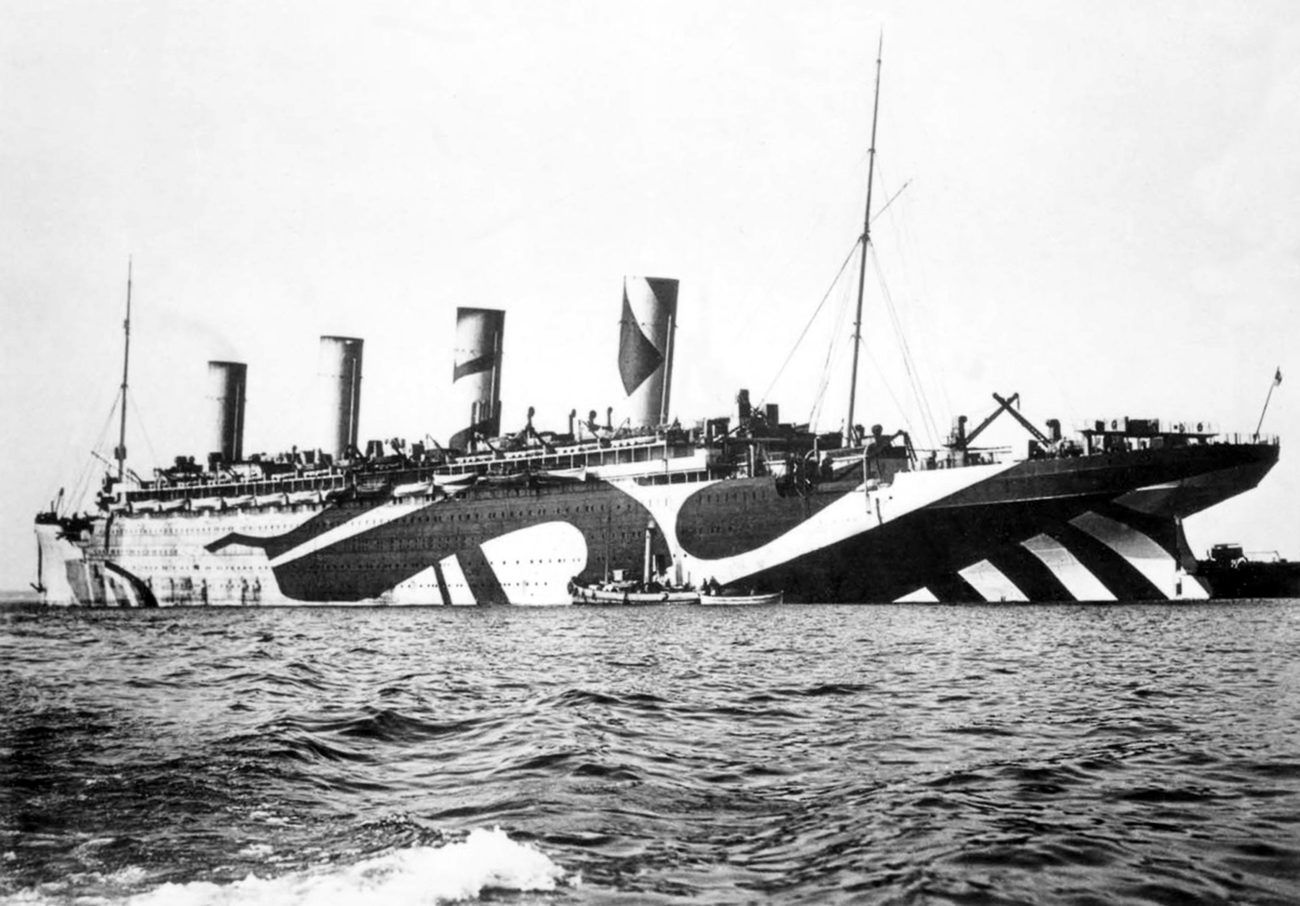
イギリス商船オリンピック号、Uボートを撃沈(1918)。画像は迷彩を施されたオリンピック号。

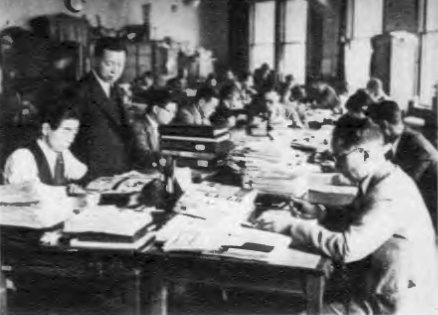
治安維持法施行(1925)画像は特別高等警察。

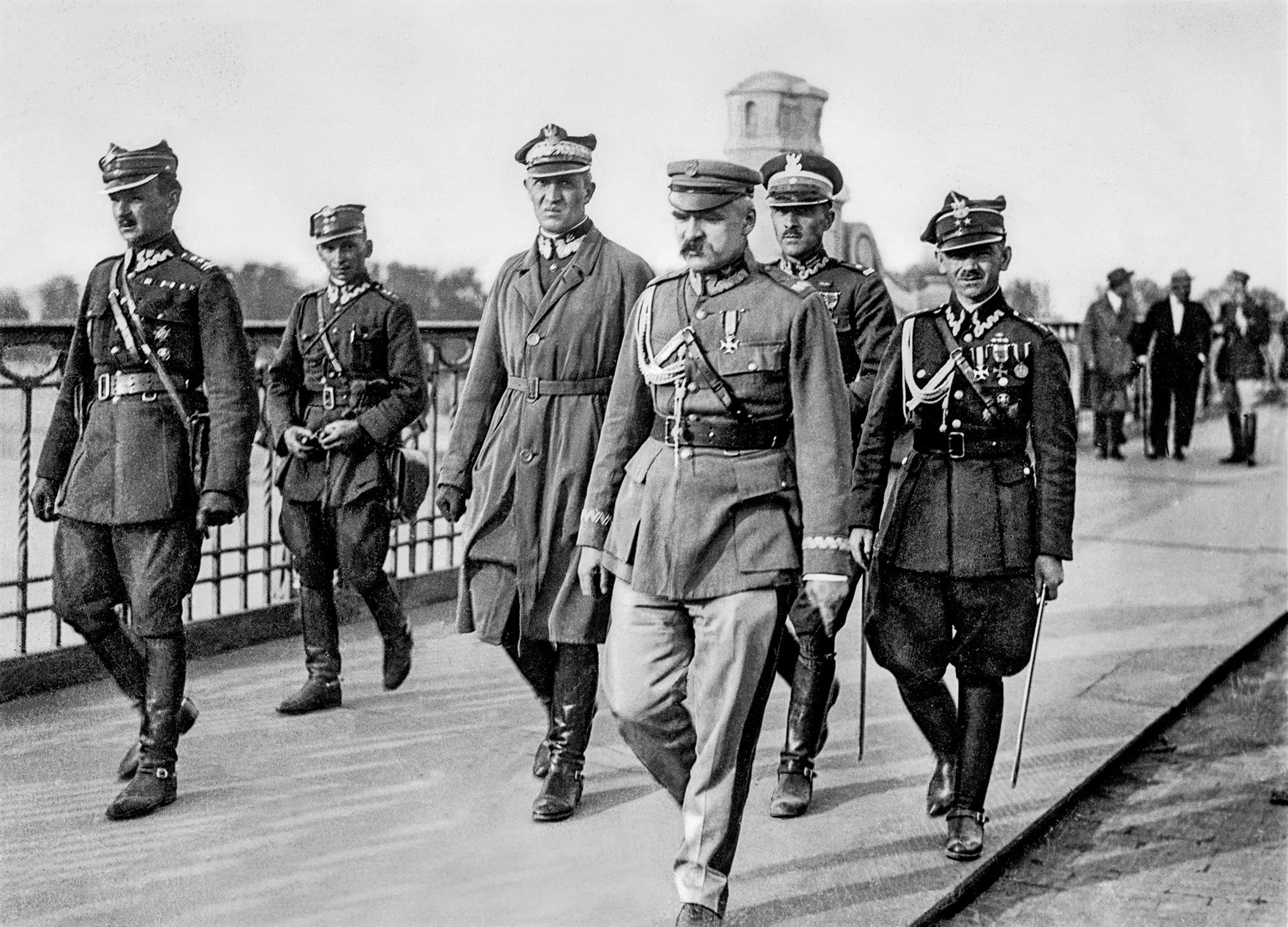
ポーランド五月革命(1926)

ベルリン封鎖が解除(1949)。画像はベルリンに物資を空輸する米軍機。

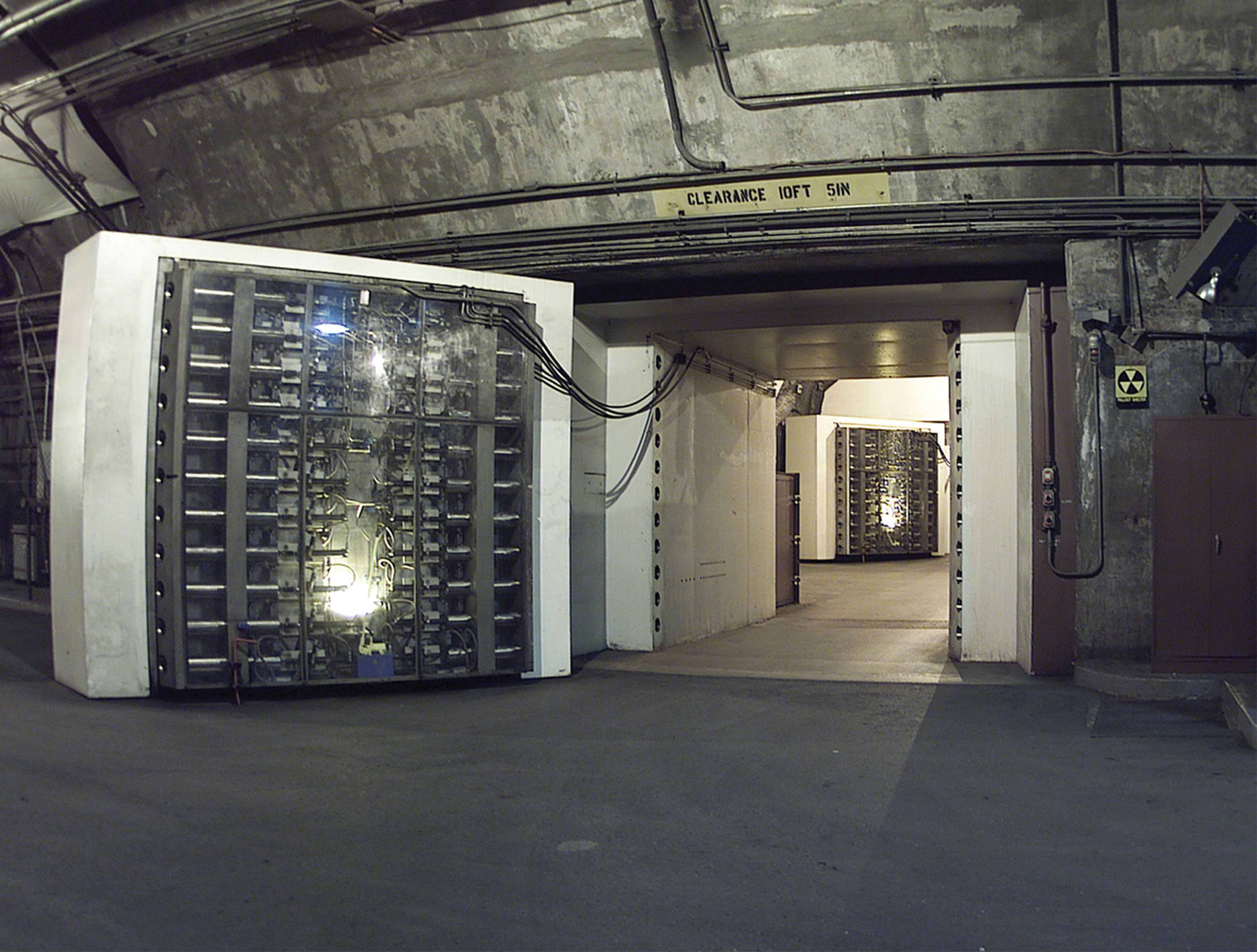
北アメリカ航空宇宙防衛司令部発足(1958)。画像は本部入口の隔壁。

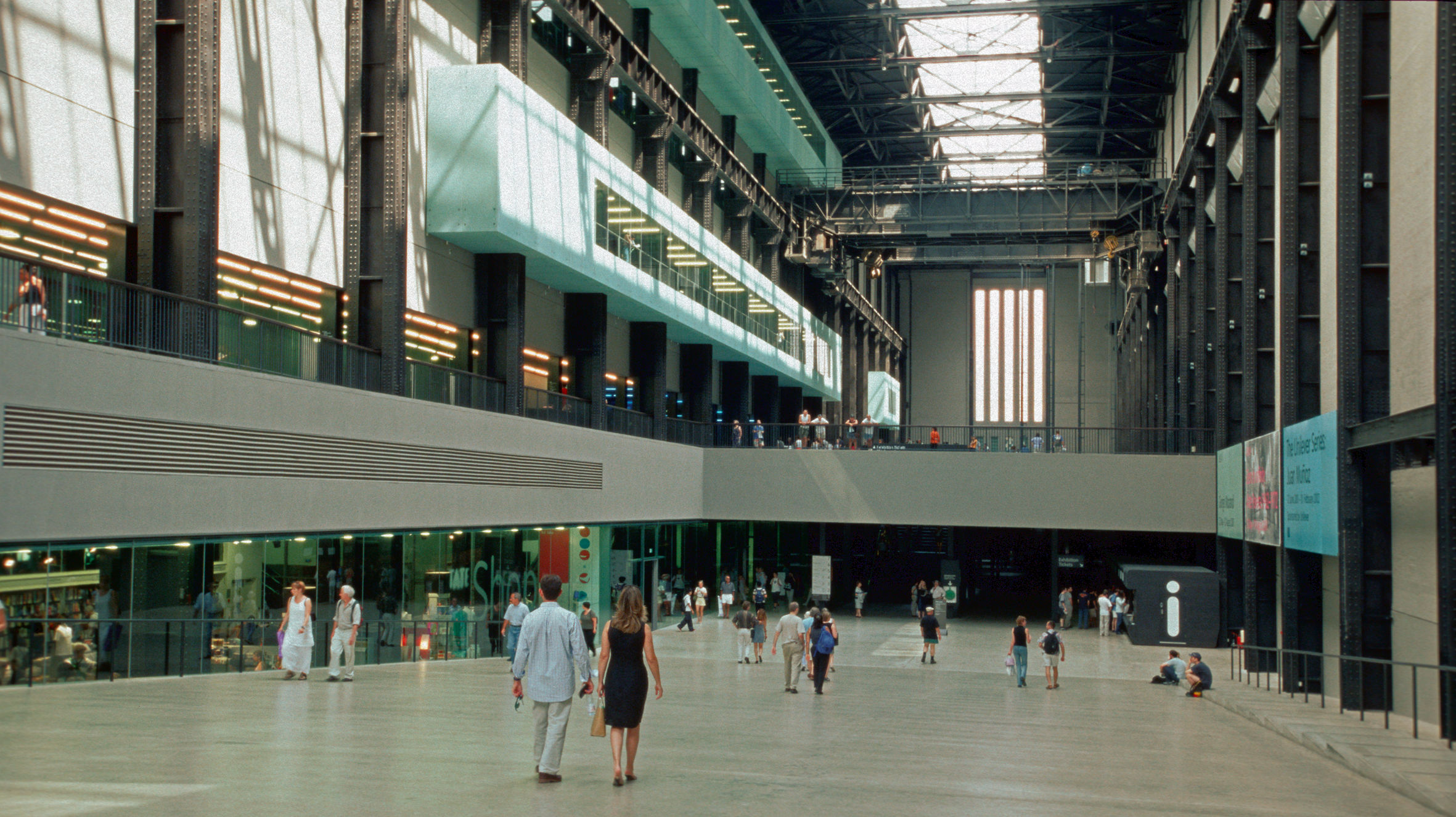
テート・モダンがオープン(2000)

- 254年 - ステファヌス1世がローマ教皇に即位。
- 1364年 - ポーランド最古の大学・ヤギェウォ大学設立。
- 1551年 - ペルーに南北アメリカ大陸最古の大学・王立リマ大学（現 国立サンマルコス大学）設立。
- 1576年（天正4年4月14日） - 石山合戦: 織田信長方が石山本願寺を包囲。
- 1588年 - ユグノー戦争: ギーズ公アンリ1世がパリに入城し、アンリ3世が逃亡。（バリケードの日）
- 1617年（元和3年4月8日） - 駿河・久能山から移された徳川家康の遺体が日光・奥院廟塔に改葬される。
- 1689年 - ウィリアム王戦争: イングランド王ウィリアム3世がアウクスブルク同盟側について参戦。
- 1797年 - ノアの反乱起こる。
- 1863年 - 南北戦争: レイモンドの戦い。
- 1865年 - 南北戦争: パルメット農場の戦いが始まる。
- 1873年 - スウェーデン王オスカル2世が戴冠。
- 1917年 - 岡山県で「済世顧問設置規程」が公布され、現在の民生委員制度の前身にあたる済世顧問制度が発足した[1]。
- 1918年 - イギリス海軍に徴発された客船オリンピック号がドイツ潜水艦U-103を体当たりで沈める。
- 1925年 - 治安維持法が施行される。
- 1926年 - ポーランドでユゼフ・ピウスツキらが五月革命をおこし政権を掌握する。
- 1927年 - ニカラグアでサンディーノがアメリカ合衆国の軍事占領に対してゲリラ戦を開始する。
- 1927年 - ロンドンにあるソ連の貿易事務所アルコスをイギリス官憲が捜索。（アルコス事件）
- 1927年 - 長野県下で遅霜による被害。クワ畑の葉の多くが全滅し、地域の養蚕業に大きな打撃を与えた[2]。
- 1932年 - リンドバーグ愛児誘拐事件: 3月1日に誘拐されたチャールズ・リンドバーグの長男が遺体で発見される。
- 1937年 - ロンドンのウェストミンスター寺院で英国王ジョージ6世の戴冠式が行なわれる。
- 1938年 - ドイツが満州国を承認。満独修好条約が締結される[3]。
- 1941年 - コンラート・ツーゼが世界初の完全動作するプログラム制御式コンピュータ「Zuse Z3」を公開。
- 1942年 - 第二次世界大戦・独ソ戦: 第二次ハリコフ攻防戦が始まる。
- 1946年 -  配給米の遅配が続いていた東京・世田谷で「米よこせ世田谷区民大会」が開かれる。天皇に食糧危機を訴えようと皇居に向かってデモが行われ、赤旗が初めて坂下門をくぐった[4]。
- 1948年 - 厚生省が児童福祉法に基づき母子手帖の配布を開始。
- 1948年 - 太宰治が 『人間失格』を脱稿する[5]。
- 1949年 - 冷戦: ソ連がベルリン封鎖を解除。
- 1949年 - 三田職業安定所で労働者が仕事よこせ闘争を開始[6]。
- 1958年 - アメリカ合衆国とカナダの政府間協定が成立し、統合防衛組織・北アメリカ航空宇宙防衛司令部（ノーラッド）が発足[7]。
- 1965年 - ソ連の月探査機「ルナ5号」が月面に衝突。
- 1970年 - 瀬戸内シージャック事件が発生。翌13日に警察が犯人射殺で解決。
- 1971年 - 田畑百貨店火災。
- 1975年 - ベトナム戦争: マヤグエース号事件。アメリカの商船「マヤグエース号」がカンボジアによって拿捕。
- 1979年 -  「紫雲丸」の沈没事故を受けて架橋の機運が高まっていた本州四国連絡橋の初めての長大橋として大三島橋完成[8]。
- 1984年 - NHKがテレビ衛星放送の試験放送を開始。
- 2000年 - ロンドンでテート・モダンがオープン。
- 2008年 - 中国・四川省でM7.9の四川大地震が発生。
- 2008年 - ロシア連邦通信・情報技術・マスコミ分野監督庁設立。
- 2010年 - アフリキヤ航空771便墜落事故。
- 2011年 - 立川6億円強奪事件。
- 2015年 - 4月25日に発生したネパール地震の余震とみられるM7.3の大地震が発生[9]。
- 2022年 - 北朝鮮における2019年コロナウイルス感染症の流行状況: 2020年1月の発生以来、感染者はいないとしてきた北朝鮮が、初めて感染者確認を認めた[10]。
- 2022年 - ロシアのウクライナ侵攻が欧州の安全保障を脅かしているとして、 フィンランドのサウリ・ニーニスト大統領とサンナ・マリン首相が、北大西洋条約機構（NATO）への加盟支持を表明した[11]。
- 2023年 - こども家庭庁が、2022年4月から12月までに、全国の認可保育所で「不適切な保育」が914件確認されたとする調査結果を公表。国主体の調査としては初めてのものであり、暴力などの「虐待」が確認されたケースも90件認められた。
- 2024年 - 2024年カタルーニャ自治州議会選挙が行われる。

## 誕生日

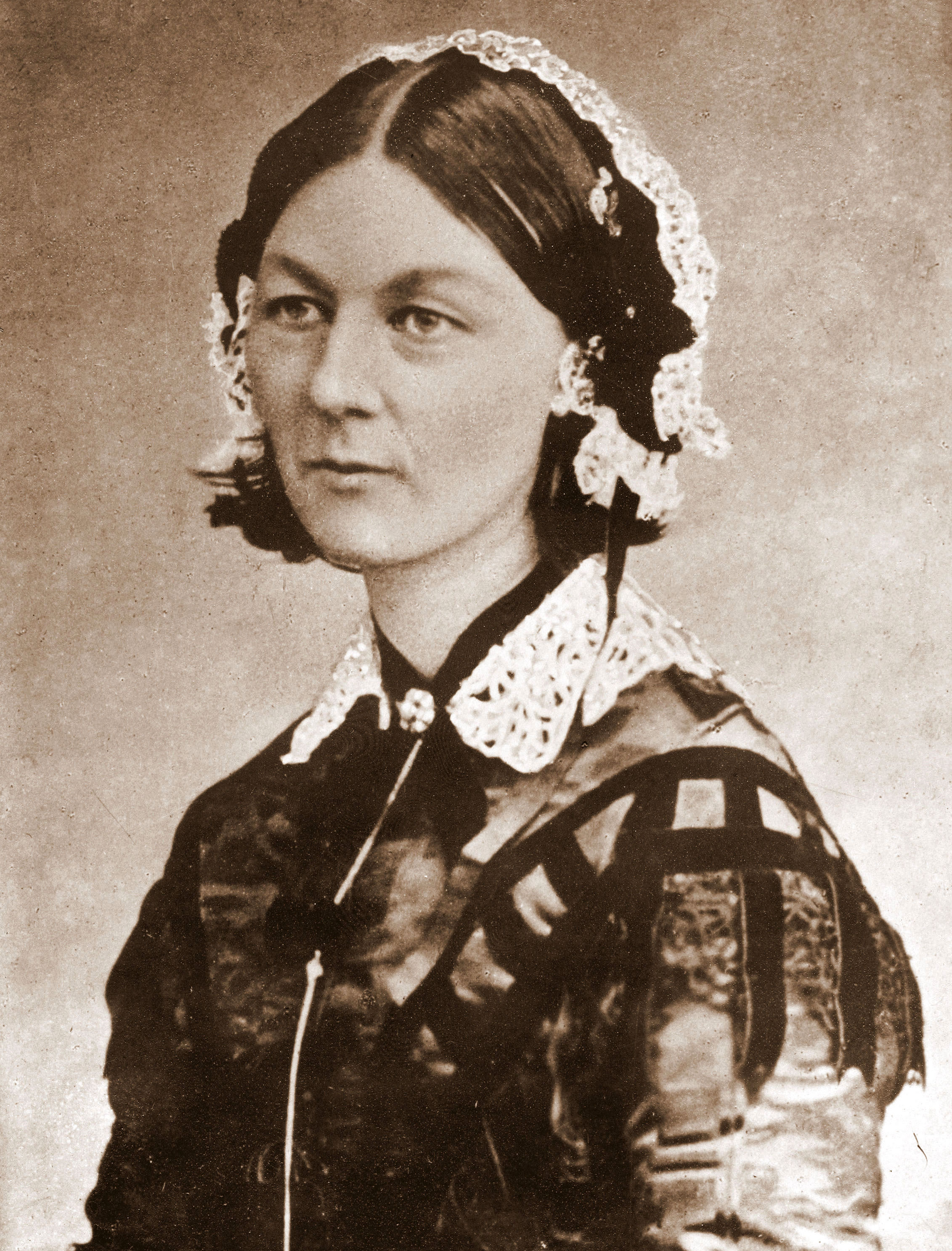
看護師フローレンス・ナイチンゲール(1820-1910)誕生。

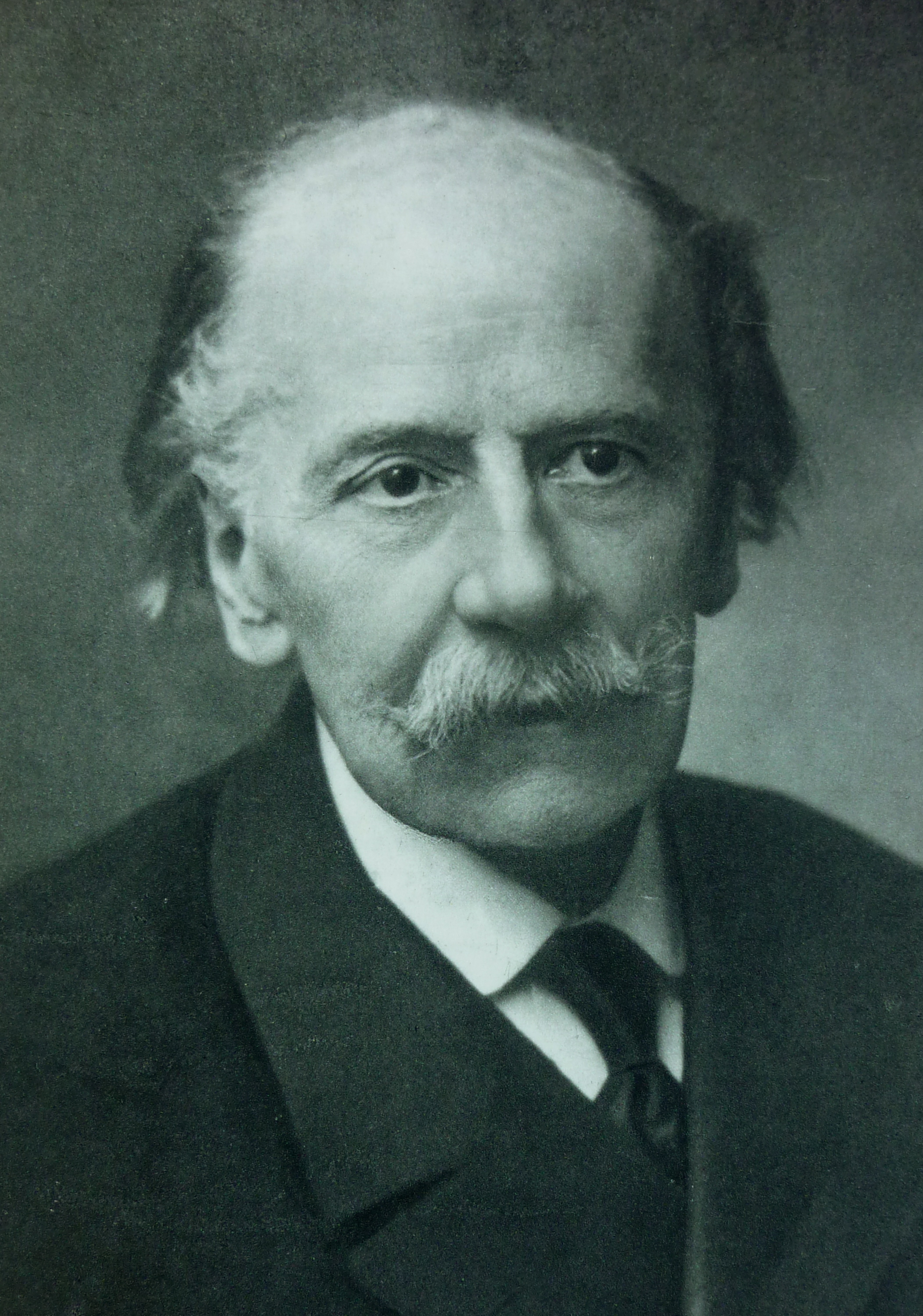
作曲家ジュール・マスネ(1842-1912)誕生。

- 1401年（応永8年3月29日） - 称光天皇、第101代天皇（+ 1428年）
- 1670年 - アウグスト2世、ポーランド王（+ 1733年）
- 1755年 - ジョヴァンニ・バッティスタ・ヴィオッティ、ヴァイオリニスト、作曲家（+ 1824年）
- 1767年 - マヌエル・デ・ゴドイ、スペイン首相（+ 1851年）
- 1803年 - ユストゥス・フォン・リービッヒ、化学者（+ 1873年）
- 1812年 - エドワード・リア、画家、詩人（+ 1888年）
- 1814年 - アドルフ・フォン・ヘンゼルト、作曲家、ピアニスト（+ 1889年）
- 1820年 - フローレンス・ナイチンゲール、看護師（+ 1910年）
- 1824年（文政7年4月14日） - 九鬼精隆、第12代三田藩主（+ 1859年）
- 1828年 - ダンテ・ゲイブリエル・ロセッティ、画家（+ 1882年）
- 1828年（文永11年3月29日）- 平野国臣、幕末の志士（+ 1864年）
- 1833年（天保4年3月23日） - 建部政和、第9代林田藩主（+ 1825年）
- 1842年 - ジュール・マスネ、作曲家（+ 1912年）
- 1844年（天保15年3月25日）- 雲井龍雄、幕末・明治維新期の志士（+ 1871年）
- 1845年 - ガブリエル・フォーレ、作曲家（+ 1924年）
- 1846年（弘化3年4月17日） - 山内豊範、第16代土佐藩主（+ 1886年）
- 1850年 - ヘンリー・カボット・ロッジ、政治家、歴史家（+ 1924年）
- 1866年 - グスタフ・アドルフ・フォン・ゲッツェン、探検家（+ 1910年）
- 1867年 - 山下亀三郎、実業家、山下汽船（現商船三井）、山下財閥創業者（+ 1944年）
- 1885年 - 武者小路実篤、小説家（+ 1976年）
- 1887年 - 大久保留次郎、政治家（+ 1966年）
- 1889年 - オットー・フランク、アンネ・フランクの父、ホロコースト生還者（+ 1980年）
- 1891年 - 松井春生、官僚（+ 1966年）
- 1895年 - ジッドゥ・クリシュナムルティ、思想家（+ 1986年）
- 1895年 - ウイリアム・ジオーク、化学者（+ 1982年）
- 1897年 - 相田二郎、歴史学者（+ 1945年）
- 1903年 - 草野心平、詩人（+ 1988年）
- 1905年 - 松島詩子、歌手（+ 1996年）
- 1905年 - 鈴木敬信、天文学者（+ 1993年）
- 1907年 - キャサリン・ヘプバーン、女優（+ 2003年）
- 1907年 - レスリー・チャータリス、推理作家（+ 1993年）
- 1908年 - 藤田まさと、作詞家（+ 1982年）
- 1910年 - ジュリエッタ・シミオナート、メゾソプラノ歌手（+ 2010年）
- 1910年 - ドロシー・ホジキン、化学者（+ 1994年）
- 1910年 - 石河英夫、会計学者、小樽商科大学名誉教授、元札幌学院大学学長（+ 1998年）
- 1910年 - ドロシー・ホジキン、化学者（+ 1994年）
- 1912年 - 稲垣史生、時代考証家、歴史小説作家（+ 1996年）
- 1913年 - バリントン・ムーア、社会学者（+ 2005年）
- 1915年 - 佐々木正、電子工学の技術者、シャープ元副社長、工学博士（+ 2018年[12]）
- 1916年 - 小宮山量平、出版人（+ 2012年）
- 1917年 - 長沢節、水彩画家、デザイナー、エッセイスト、ファッション評論家、映画評論家（+ 1999年）
- 1919年 - 山本英一郎、野球選手（+ 2006年）
- 1921年 - ヨーゼフ・ボイス、現代美術家、教育者、社会活動家（+ 1986年）
- 1921年 - 竹内浩三、詩人（+ 1945年）
- 1925年 - ヨギ・ベラ、元プロ野球選手、監督（+ 2015年）
- 1926年 - ジェームズ・コールマン、社会学者（+ 1995年）
- 1927年 - 江口浩司、作曲家（+ 2010年）
- 1928年 - バート・バカラック、作曲家（+ 2023年）
- 1929年 - サム・ヌジョマ、政治家、初代ナミビア大統領（+ 2025年）
- 1935年 - 川津祐介、俳優（+2022年）
- 1935年 - フェリペ・アルー、元プロ野球選手、監督
- 1936年 - フランク・ステラ、画家（+ 2024年）
- 1936年 - ゲイリー・ピーコック、ジャズベーシスト（+2020年）
- 1937年 - 村橋俊一、化学者、大阪大学名誉教授
- 1942年 - 大竹英雄、囲碁棋士
- 1942年 - アルト・ノラス、チェリスト
- 1943年 - 入江若葉、女優
- 1945年 - 簾内政雄、元プロ野球選手
- 1945年 - 堀口力、樹木医
- 1946年 - 竹山正、銀行家、元千葉銀行頭取
- 1946年 - ダニエル・リベスキンド、建築家
- 1947年 - ズデネク・ゼーマン、サッカー指導者
- 1947年 - 永田和宏、歌人
- 1947年 - マイケル・イグナティエフ、政治学者、政治家
- 1947年 - ロルフ・ツコフスキ、シンガーソングライター
- 1948年 - 下田逸郎、シンガーソングライター
- 1948年 - 神田たけ志、漫画家
- 1948年 - 柴田昇、プロゴルファー
- 1948年 - スティーヴ・ウィンウッド、ミュージシャン
- 1949年 - 萩尾望都、漫画家
- 1950年 - 海野まり子、元アナウンサー
- 1950年 - 前田四郎、元プロ野球選手
- 1950年 - ガブリエル・バーン、俳優
- 1951年 - 西川のりお、漫才師（西川のりお・上方よしお）
- 1951年 - 佐藤博、元プロ野球選手
- 1952年 - 秋川リサ、女優、タレント、ビーズ作家
- 1952年 - 長浜幸子、漫画家
- 1952年 - 風吹ジュン、女優
- 1952年 - ショーレ・アグダシュルー、女優
- 1953年 - 太田伸之、実業家、海外需要開拓支援機構社長
- 1953年 - テーラー・ダンカン、元プロ野球選手（+ 2004年）
- 1955年 - 坂巻明、元プロ野球選手
- 1956年 - 余貴美子、女優
- 1956年 - 桜井充、政治家
- 1957年 - ルー・ウィテカー、元プロ野球選手
- 1958年 - 應武篤良、アマチュア野球指導者（+ 2022年）
- 1958年 - エリック・シンガー、ドラマー
- 1958年 - 金尾健司、国土交通技官
- 1959年 - 峰剛一、ナレーター、アナウンサー
- 1959年 - 佐々木かをり、実業家
- 1959年 - 山本桂、元プロ野球選手
- 1959年 - ヴィング・レイムス、俳優
- 1960年 - EPO、シンガーソングライター
- 1961年 - 渡辺徹、俳優（+ 2022年）
- 1962年 - 末永直海、小説家
- 1962年 - エミリオ・エステベス、俳優、映画監督
- 1962年 - 小野敦生、将棋棋士（+ 1993年）
- 1963年 - 米たにヨシトモ、アニメ監督
- 1964年 - 木村千歌、漫画家
- 1965年 - 奥田民生、ミュージシャン（ユニコーン）
- 1965年 - 紀藤真琴、元プロ野球選手
- 1965年 - 新野剛志、小説家
- 1966年 - デボラ・カーラ・アンガー、女優
- 1967年 - 坂元裕二、脚本家
- 1967年 - ヘルマン・メサ、元野球選手
- 1967年 - ポール・ダムール、ミュージシャン
- 1968年 - 木村重太郎、野球選手
- 1968年 - 柚月裕子、推理作家
- 1969年 - 室田智美、元アナウンサー
- 1969年 - 本田透、思想家
- 1970年 - 裕木奈江、女優
- 1970年 - ケン・イシイ、テクノミュージシャン、DJ
- 1970年 - マイク・ウェア、プロゴルファー
- 1970年 - ジム・フューリク、プロゴルファー
- 1970年 - サマンサ・マシス、女優
- 1971年 - 大久保佳代子、お笑いタレント（オアシズ）
- 1971年 - 永澤菜教、声優
- 1971年 - ダグ・バシャム、プロレスラー
- 1972年 - 鉄拳、お笑いタレント
- 1972年 - まいける、お笑いタレント
- 1972年 - マギー、俳優、脚本家
- 1972年 - 岩本賢一、通訳
- 1972年 - 和歌乃山洋、元大相撲力士、年寄13代山分
- 1973年 - 池崎美盤、フリーアナウンサー
- 1973年 - 野崎千春、スピードスケート選手
- 1974年 - 島田彩夏、フジテレビアナウンサー
- 1975年 - 井端弘和、元プロ野球選手
- 1975年 - 山口眞弓、声優
- 1975年 - 吉田太一、元アナウンサー
- 1975年 - ジョナ・ロムー、ラグビー選手（+ 2015年）
- 1976年 - 高見盛精彦、元大相撲力士、年寄14代東関
- 1976年 - 樋口龍美、元プロ野球選手
- 1976年 - 福井敬治、元プロ野球選手
- 1977年 - 藤井秀悟、元プロ野球選手
- 1978年 - 柴田幸子、アナウンサー
- 1978年 - 石黒彩、歌手（元モーニング娘。）
- 1978年 - 福田薫、お笑いタレント（U字工事）
- 1978年 - コザキユースケ、漫画家、イラストレーター、キャラクターデザイナー
- 1978年 - 尾上健司、バレーボール選手
- 1978年 - 柘植亮二、元俳優
- 1978年 - 阿部真宏、元プロ野球選手
- 1978年 - 大野敏隆、元サッカー選手
- 1978年 - マリン・アッカーマン、女優
- 1979年 - 近藤隆、声優
- 1979年 - 金子宣隆、陸上競技選手、指導者
- 1980年 - 石田紗英子、フリーアナウンサー
- 1980年 - キース・ボーガンス、バスケットボール選手
- 1980年 - フェリペ・ロペス、プロ野球選手
- 1980年 - リシ・スナク、政治家、第79代イギリス首相
- 1980年 - 泉政行、俳優（+ 2015年）
- 1981年 - 佐藤賢太郎、作曲家
- 1981年 - 山田和明、ミュージシャン
- 1981年 - 柳田知秀、元アナウンサー
- 1981年 - 石川直宏、サッカー選手
- 1981年 - 細見直樹、元プロ野球選手
- 1981年 - ラミ・マレック、俳優
- 1982年 - 三浦唯歌、お笑い芸人
- 1982年 - 兵働昭弘、元サッカー選手
- 1982年 - ジェイミー・デントナ、元プロ野球選手
- 1983年 - 高山勝成、プロボクサー、元世界ミニマム級王者
- 1983年 - KUSHIDA、プロレスラー
- 1983年 - 島脇信也、元プロ野球選手
- 1983年 - 西川純司、元プロ野球選手
- 1983年 - 柳田知秀、元アナウンサー
- 1983年 - ドーナル・グリーソン、俳優
- 1983年 - アリーナ・カバエワ、新体操選手
- 1983年 - エバン・ミーク、プロ野球選手
- 1984年 - クリス・ロビンソン、元プロ野球選手
- 1985年 - 髙橋靖彦、ラート選手
- 1986年 - 東口順昭、サッカー選手
- 1987年 - 東龍強、大相撲力士
- 1987年 - 劉虹、陸上競技選手
- 1988年 - 竹内友佳、フジテレビアナウンサー
- 1988年 - さつき が てんこもり、ソングライター、編曲家、DJ
- 1988年 - 高島由香[13]、陸上競技選手
- 1988年 - 伊志嶺翔大、元プロ野球選手
- 1988年 - マルセロ、サッカー選手
- 1989年 - 中村萬太郎、歌舞伎役者
- 1989年 - 堀田秀平、サッカー選手、指導者
- 1989年 - 川端友紀、野球選手
- 1989年 - 伊吹ひかり、元ファッションモデル
- 1989年 - ブレイディン・ヘーゲンズ、プロ野球選手
- 1990年 - 鷲見玲奈、アナウンサー
- 1990年 - 伏見寅威、プロ野球選手
- 1990年 - 石川翔子、フィギュアスケート選手
- 1990年 - 山崎正登、元サッカー選手
- 1990年 - 福本有希、元俳優（元PrizmaX）
- 1990年 - フローラン・アモディオ、フィギュアスケート選手
- 1991年 - 沢辺りおん、グラビアアイドル
- 1991年 - 須貝駿貴、YouTuber（QuizKnock）
- 1991年 - ナイダ・アクシャミヤ、フィギュアスケート選手
- 1992年 - 卯内里奈、女優、歌手（元HINOIチーム）
- 1992年 - 片平里菜、シンガーソングライター
- 1992年 - 村井瑞稀、モデル、ラジオパーソナリティ
- 1992年 - 小林香萌、プロレスラー
- 1992年 - 鈴木菜々江、元プロボクサー
- 1993年 - 大川真輝、宗教家
- 1993年 - 柿沼友哉、プロ野球選手
- 1993年 - 犬飼智也、サッカー選手
- 1993年 - 長谷川崚太、ラグビー選手
- 1993年 - 小島みゆ、グラビアアイドル
- 1994年 - 宮本エリアナ、モデル
- 1994年 - 鶴田圭祐、元プロ野球選手
- 1994年 - IYEN(イエン)、タレント
- 1995年 - 中西智代梨、アイドル（元AKB48、元HKT48）
- 1995年 - 中川美優、プロ雀士、元アイドル（元まねきケチャ）
- 1996年 - そら、YouTuber（アバンティーズ）
- 1996年 - 高橋平、俳優
- 1996年 - 小山直城、陸上競技選手
- 1997年 - 山口愛、女優、声優
- 1997年 - 廣瀬七海、元バレーボール選手
- 1998年 - 菅田琳寧、アイドル（7 MEN 侍）
- 1998年 - 田口あわ、タレント、グラビアアイドル
- 1998年 - 河村美侑、バスケットボール選手
- 1999年 - 廣川奈々聖、アイドル　(わーすた)
- 1999年 - 溝渕麻莉亜、アイドル（元NMB48）
- 1999年 - 水上恒司、俳優
- 1999年 - 舟久保朱音、ハンドボール選手
- 1999年 - 牛栄子、囲碁棋士
- 2000年 - 塩見真希、卓球選手
- 2001年 - 岡本莉音、女優、モデル
- 2001年 - 森青葉、アイドル（元Awww!）
- 2001年 - 欧勝海成矢、大相撲力士
- 2002年 - YUKU、アイドル、ミュージシャン（DKB）
- 2002年 - 池田瑛紗、アイドル（乃木坂46）
- 2002年 - わたげ、YouTuber、アイドル（元ChuLa）
- 2003年 - 叶芽フウカ、シンガーソングライター
- 2003年 - 阿部和広、元プロ野球選手
- 2006年 - 野々山ひなた、YouTuber、ファッションモデル
- 生年不詳 - 渡辺あゆ香、シンガーソングライター
- 生年不詳 - 桐山菜穂[14]、俳優、ナレーター（劇団東京都鈴木区）
- 生年不詳 - 北山真理[15]、アニメーター、キャラクターデザイナー
- 生年不詳 - 小鷹ナヲ、漫画家
- 生年不詳 - もりちかこ、漫画家
- 生年不詳 - 梅澤めぐ[16]、声優
- 生年不詳 - 清水俊彦[17]、声優
- 生年不詳 - 原聖、声優
- 生年不詳 - 鈴木亜希子、アナウンサー

## 忌日

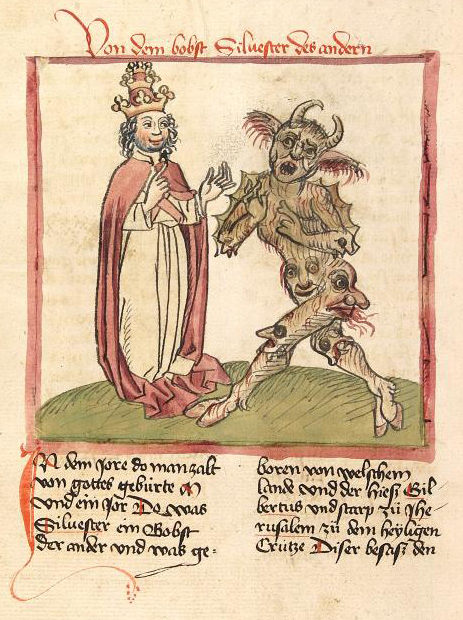
「紀元千年の魔術師教皇」、シルウェステル2世(950?-1003)没。

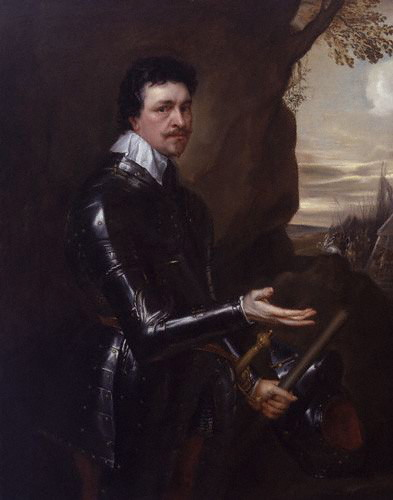
ストラフォード伯爵トマス・ウェントワース(1593-1641)斬首。

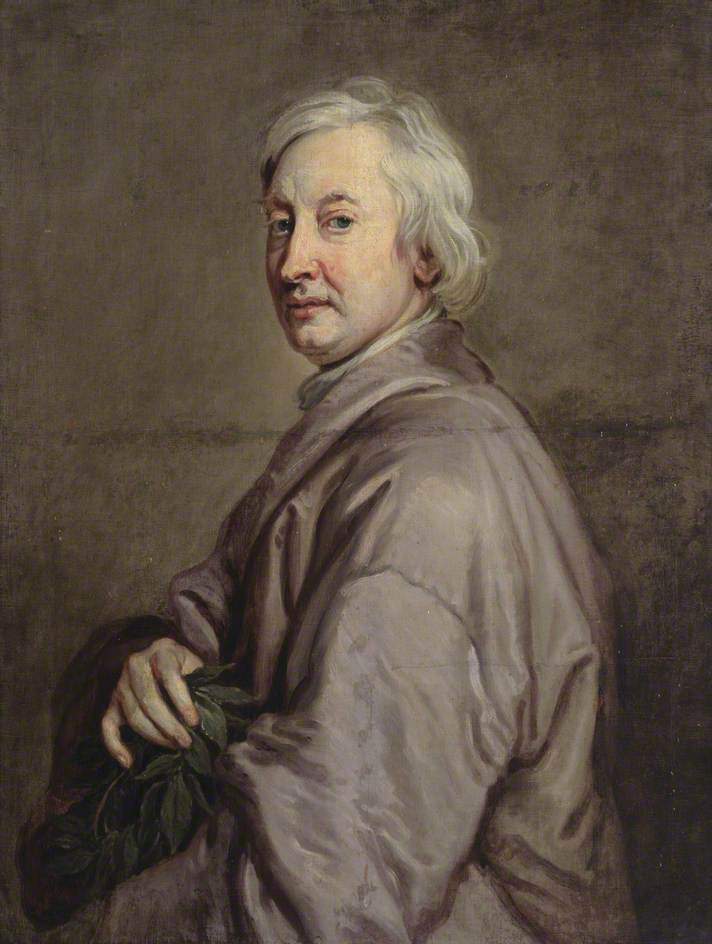
詩人ジョン・ドライデン(1631-1800)没。

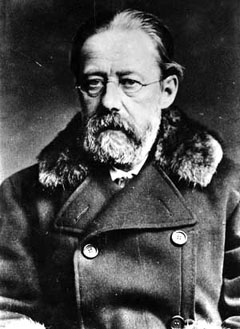
作曲家ベドルジハ・スメタナ(1824-1884)没。

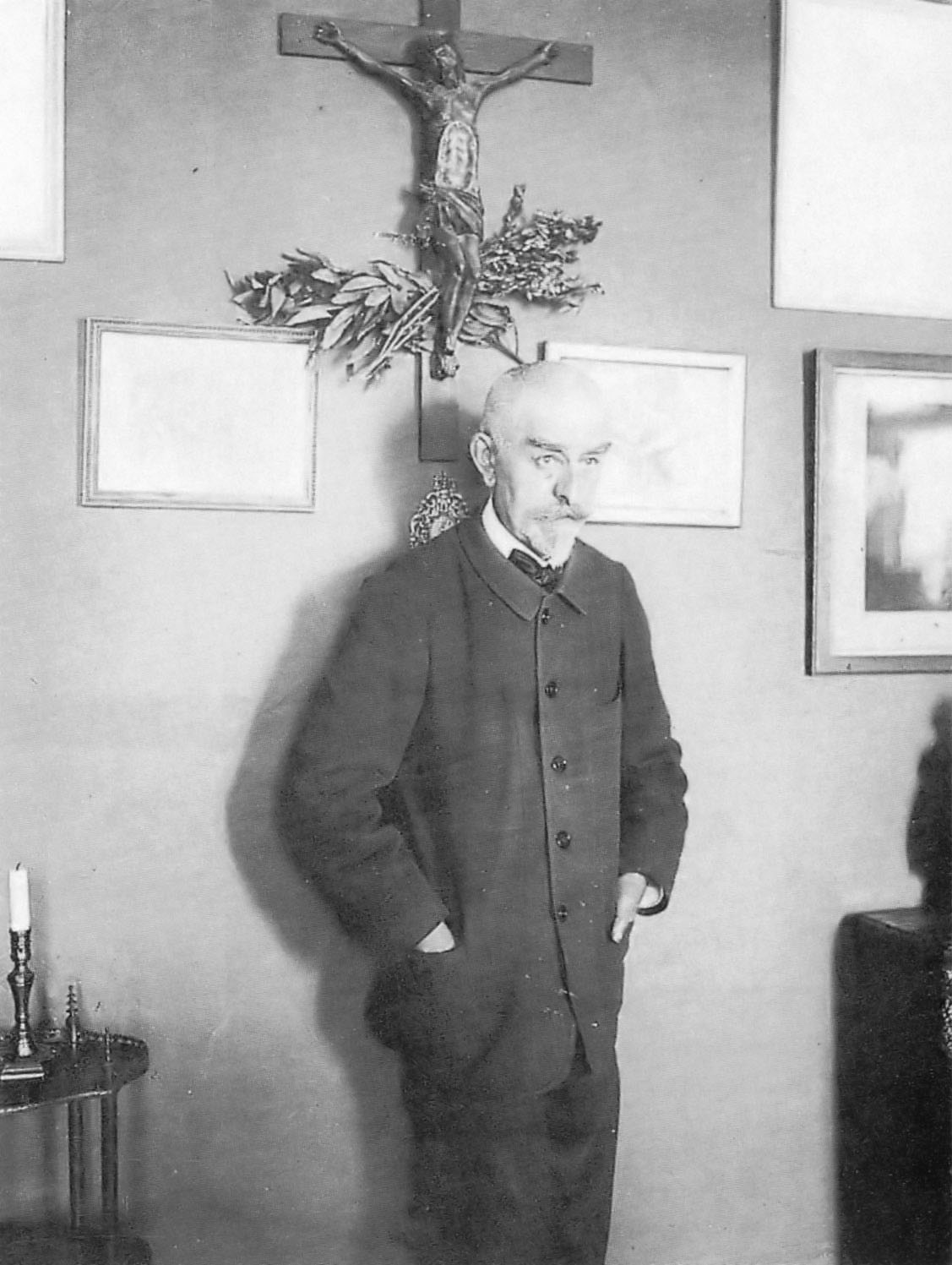
作家ジョリス＝カルル・ユイスマンス(1848-1907)没。

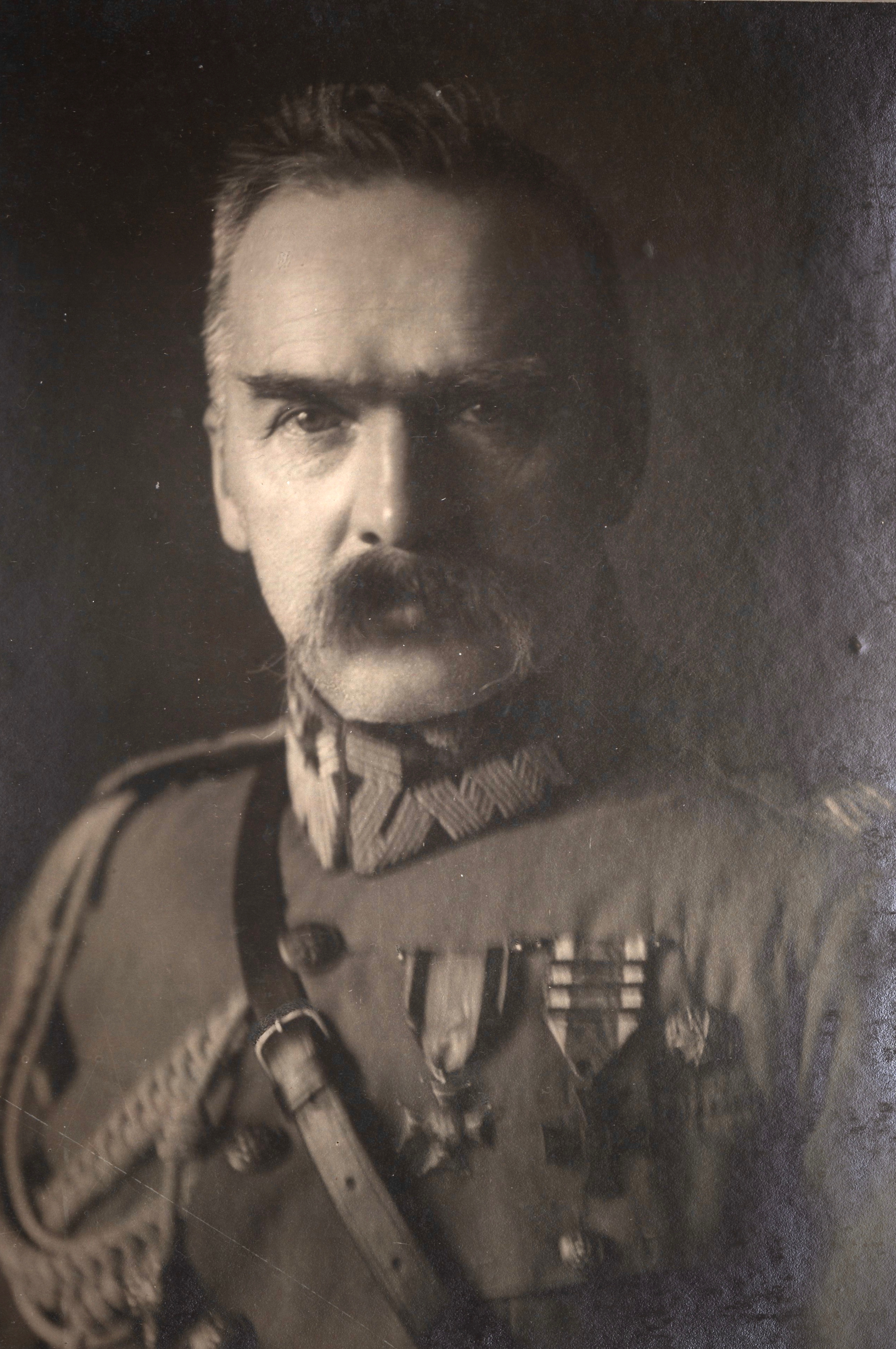
ポーランドの初代国家元首ユゼフ・ピウスツキ(1867-1935)没。

ネオダダの芸術家ロバート・ラウシェンバーグ(1925-2008)。画像は『Riding Bikes』(1998)。

### 人物
- 1003年 - シルウェステル2世、第139代ローマ教皇
- 1012年 - セルギウス4世、第142代ローマ教皇
- 1641年 - ストラフォード伯爵トマス・ウェントワース、政治家（* 1593年）
- 1684年 - エドム・マリオット、物理学者（* 1620年頃）
- 1700年 - ジョン・ドライデン、詩人、劇作家、文芸評論家（* 1631年）
- 1759年 - ランベール・シギスベルト・アダム（フランス語版）、彫刻家（* 1700年）
- 1774年 - ジュゼッペ・アントニオ・ルッチ（英語版）、画家（* 1709年）
- 1784年 - アブラハム・トランブレー、博物学者（* 1710年）
- 1792年 - シャルル・シモン・ファヴァール（英語版）、劇作家、演出家（* 1710年）
- 1796年 - ヨハン・ペーター・ウッツ、詩人、法律家（* 1720年）
- 1833年 - フィリップ＝オーギュスト・エヌカン（英語版）、画家（* 1762年）
- 1845年 - アウグスト・ヴィルヘルム・シュレーゲル、翻訳家、文芸評論家（* 1767年）
- 1847年 - フランツ・ナハテガル（英語版）、体操家、教育者（* 1777年）
- 1850年 - フランシス・サージェント・オズグッド、詩人（* 1811年）
- 1859年 - セルゲイ・アクサーコフ、小説家（* 1791年）
- 1860年 - チャールズ・バリー（英語版）、建築家（* 1795年）
- 1871年 - ダニエル＝フランソワ＝エスプリ・オベール、作曲家（* 1782年）
- 1871年 - アンセルム・ペイアン、化学者（* 1795年）
- 1878年 - キャサリン・ビーチャー（英語版）、教育者（* 1800年）
- 1884年 - ロバート・アンガス・スミス（英語版）、化学者、酸性雨研究者（* 1817年）
- 1884年 - アドルフ・ヴュルツ、化学者（* 1817年）
- 1884年 - ベドルジハ・スメタナ、作曲家（* 1824年）
- 1885年 - ハインリヒ・ゲオルク・フリードリヒ・シュレーダー（英語版）、自然科学者、数学者、教育者（* 1810年）
- 1885年 - フェルディナント・ヒラー、作曲家（* 1811年）
- 1907年 - ジョリス＝カルル・ユイスマンス、小説家（* 1848年）
- 1909年 - バーサ・タウンゼント、テニス選手（* 1869年）
- 1910年 - ウィリアム・ハギンズ、天文学者（* 1824年）
- 1916年 - ジェームズ・コノリー、アイルランドの民族主義運動家（* 1868年）
- 1921年 - エミリア・パルド・バサン（英語版）、作家（* 1851年）
- 1927年 - ルイーズ・カトリーヌ・ブレスラウ、画家（* 1856年）
- 1931年 - ウジェーヌ・イザイ、ヴァイオリニスト、作曲家（* 1858年）
- 1935年 - ユゼフ・ピウスツキ、ポーランドの指導者（* 1867年）
- 1936年 - ルイ＝カミーユ・マヤール、医師、化学者（* 1878年)
- 1936年 - 満川亀太郎、ジャーナリスト（* 1888年)
- 1944年 - アーサー・キラークーチ、小説家、文芸評論家（* 1863年）
- 1945年 - カール・フォン・ピュックラー＝ブルクハウス、ナチス親衛隊将軍（* 1886年）
- 1957年 - エリッヒ・フォン・シュトロハイム、映画監督、俳優（* 1885年）
- 1958年 - 高森龍夫、編集者、挿絵画家（* 1900年）
- 1960年 - セシル・アームストロング・ギブズ、作曲家（* 1889年）
- 1962年 - 秋田雨雀、劇作家、詩人（* 1883年）
- 1963年 - ボビー・カー、陸上競技選手、1908年ロンドン五輪金メダリスト（* 1882年）
- 1964年 - 池田忠雄、脚本家（* 1905年）
- 1965年 - 八木隆一郎、脚本家（* 1906年）
- 1967年 - ジョン・メイスフィールド、詩人、作家（* 1878年）
- 1970年 - 小桜葉子、女優（* 1918年）
- 1970年 - ネリー・ザックス、詩人、作家（* 1891年）
- 1971年 - 荒巻淳、元プロ野球選手（* 1926年）
- 1971年 - ヘイニー・マナシュ、元プロ野球選手（* 1901年）
- 1972年 - ライオネル・ペンローズ、医学者、数学者、チェス研究家、University of London名誉教授（* 1898年）
- 1973年 - 戸塚睦夫、コメディアン（* 1931年）
- 1976年 - ルドルフ・ケンペ、指揮者（* 1910年）
- 1980年 - 沢田美喜、社会事業家（* 1901年）
- 1980年 - 宗道臣、武道家、北少林義和門拳第21代正統継承者（* 1911年）
- 1980年 - ベティ・ネスミス・グラハム（英語版）、タイピスト、修正液発明者（* 1924年）
- 1982年 - ハンフリー・サール、作曲家、音楽学者（* 1915年）
- 1982年 - 高井幾次郎、オートバイレーサー（* 1947年）
- 1985年 - ジャン・デュビュッフェ、画家（* 1901年）
- 1985年 - 石風呂良一、元プロ野球選手（* 1923年）
- 1986年 - 松本かつぢ、画家、漫画家、童画家（* 1904年）
- 1987年 - 山田伝、元プロ野球選手（* 1914年）
- 1988年 - 森田重次郎、政治家（* 1890年）
- 1989年 - エステバン・デ・ヘスス、プロボクサー、元WBC世界ライト級王者（* 1951年）
- 1990年 - 陳建民、四川料理の料理人（* 1919年）
- 1990年 - アーネスト・サトウ、写真家（* 1927年）
- 1993年 - ゼノ・コロ（英語版）、アルペンスキー選手、1952年オスロ五輪金メダリスト（* 1920年）
- 1994年 - エリク・H・エリクソン、心理学者、精神分析家（* 1902年）
- 1994年 - ロイ・プランケット、化学者（* 1910年）
- 1994年 - 岸中士良、医師、政治家、元立川市長（* 1924年）
- 1995年 - ジミー原田、ジャズドラマー（* 1911年）
- 1995年 - 野崎孝、英米文学者、翻訳家（* 1917年）
- 2001年 - ペリー・コモ 、歌手（* 1912年）
- 2001年 - 鎌田茂雄、仏教学者（* 1927年）
- 2001年 - ジジ（ヴァルディール・ペレイラ）、サッカー選手（* 1928年）
- 2002年 - 道井直次、演出家、児童劇作家（* 1925年）
- 2003年 - 井上一夫、翻訳家（* 1923年）
- 2003年 - サドルディン・アガ・カーン（英語版）、王族、政治家、活動家（* 1933年）
- 2004年 - 高見沢潤子[18]、劇作家、評論家、随筆家（* 1904年）
- 2005年 - 鰺坂二夫、教育学者、京都大学名誉教授（* 1909年）
- 2005年 - 岡崎康雄、実業家、元森下仁丹社長（* 1934年）
- 2005年 - 田中尊、元プロ野球選手（* 1936年）
- 2005年 - モニカ・ゼタールンド、歌手、女優（* 1937年）
- 2006年 - 亀井善之、政治家（* 1936年）
- 2007年 - 松村秋水[19]、実業家、丸松物産創業者、松徳豊食品公司董事長（* 1919年）
- 2008年 - イレーナ・センドラー、慈善活動家、ジェゴタの活動家（* 1910年）
- 2008年 - 今日泊亜蘭、SF作家（* 1910年）
- 2008年 - 永野健、実業家、日本経済団体連合会会長（* 1923年）
- 2008年 - ロバート・ラウシェンバーグ、美術家（* 1925年）
- 2010年 - 寺内小春、作家、脚本家（* 1931年)
- 2011年 - 尾崎隆、登山家（* 1952年）
- 2011年 - 上原美優、グラビアアイドル（* 1987年）
- 2013年 - ケネス・ウォルツ、国際政治学者、カリフォルニア大学バークレー校名誉教授（* 1924年）
- 2013年 - 中井太喜、ラグビー選手（* 1989年）
- 2014年 - 木下是雄、物理学者、元学習院大学学長、同大学名誉教授（* 1917年）
- 2014年 - 斉藤喜彦[20]、化学者（* 1920年）
- 2014年 - H・R・ギーガー、画家、イラストレーター、造形作家（* 1940年）
- 2015年 - 小沢昭巳、教育者、児童文学作家（* 1929年）
- 2015年 - 中里重利、陶芸家（* 1930年）
- 2015年 - 川島宏、実業家、元東急ストア社長、元日本チェーンストア協会会長（* 1935年）
- 2015年 - 小島文隆、雑誌編集者（* 1954年）
- 2016年 - スザンナ・マシャット・ジョーンズ、スーパーセンテナリアン（* 1899年）
- 2016年 - 小原二郎、人間工学、住宅産業、木材工学者（* 1916年）
- 2016年 - 蜷川幸雄、演出家、映画監督（* 1935年）
- 2016年 - 岡野麻里安、小説家（* 1966年）
- 2017年 - マウノ・コイヴィスト、政治家、第9代フィンランド大統領（* 1923年）
- 2017年 - アモツ・ザハヴィ、進化生物学者、テルアビブ大学動物学部名誉教授（* 1928年）
- 2017年 - 16代木村玉光、大相撲の元三役格行司（* 1950年）
- 2018年 - アントニオ・メルセロ、映画監督、脚本家（* 1936年）
- 2018年 - ドナルド・ゲイリー・ヤング、実業家、ヤングリヴィング創業者（* 1949年）
- 2019年 - 京マチ子、女優（* 1924年）
- 2019年 - ユベール・モンテイエ、小説家（* 1928年）
- 2019年 - 飯田隆昭、英米文学者、翻訳家、三重大学・大東文化大学名誉教授（* 1936年）
- 2020年 - ミシェル・ピコリ、俳優、映画監督（* 1925年）
- 2020年 - 野澤謙[21]、生物学者（* 1927年）
- 2020年 - シーサワット・ケーオブンパン、軍人、政治家、第3代ラオス首相（* 1928年）
- 2020年 - アストリッド・キルヒャー、写真家（* 1938年）
- 2020年 - ジョージ秋山、漫画家（* 1943年）
- 2020年 - 浅野孝已、ミュージシャン（ゴダイゴ）（* 1951年）
- 2021年 - 鈴木義雄、実業家、元鈴屋社長（* 1925年）
- 2021年 - はらみちを、詩画家（* 1928年）
- 2021年 - イヒニオ・ベレス、野球指導者、元キューバ代表監督、2004年アテネ五輪金メダリスト（* 1947年）
- 2022年 - 小塩節、ドイツ文学者、中央大学名誉教授、元フェリス女学院理事長（* 1931年）
- 2022年 - 松永怜一、アマチュア野球指導者、元野球日本代表監督（* 1931年）
- 2022年 - 江戸満、政治家、元自衛官、第9代愛知県扶桑町長、元陸上自衛隊陸将補（* 1933年）
- 2022年 - ジャルー・グルウィウィ、イダキ（ディジュリドゥ）奏者（* 1935年頃）
- 2022年 - 佐々木新一、演歌歌手（* 1946年）
- 2023年 - 川勝泰司、実業家、元南海電気鉄道社長（* 1930年）
- 2023年 - ドン・デンキンガー、MLB審判員（* 1936年）
- 2023年 - 星野元、実業家、元新潟日報社社長（* 1941年）
- 2023年 - オーウェン・デビッドソン、テニス選手（* 1943年）
- 2023年 - フランシス・モンクマン、作曲家（元カーヴド・エア）（* 1949年）
- 2023年 - 水口幸広、漫画家、イラストレーター（* 1966年）
- 2023年 - 菅原浩史、オペラ歌手（元THE LEGEND）（* 1980年）
- 2024年 - マーク・ダモン、映画プロデューサー、俳優（* 1933年）
- 2024年 - デイヴィッド・サンボーン、ジャズサクソフォーン奏者（* 1945年）
- 2024年 - くぅ、ミュージシャン（NEE）（* 1999年）
- 2025年 - 刀根康尚、前衛芸術家、音楽家、評論家（* 1935年）
- 2025年 - 鈴木美智子、ラジオパーソナリティ、タレント（* 1939年）

### 人物以外（動物など）
- 1988年 - サクラスターオー、競走馬（* 1984年）

## 記念日・年中行事

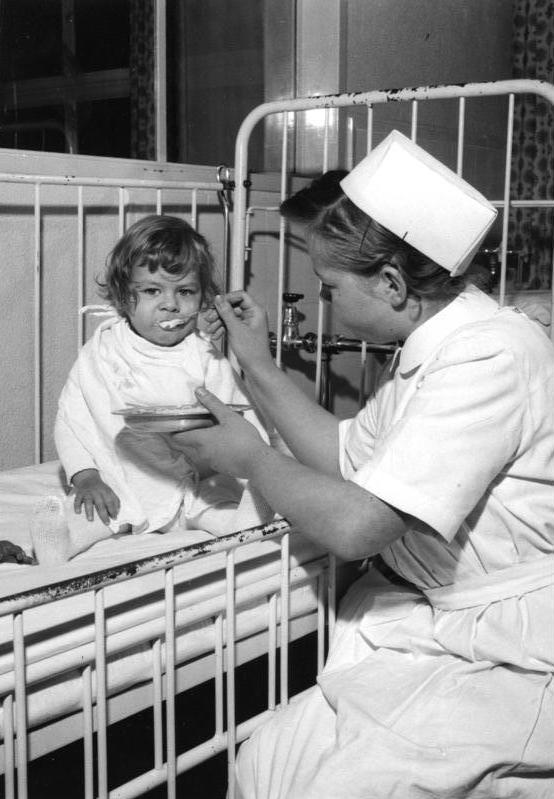
国際看護師の日、看護の日

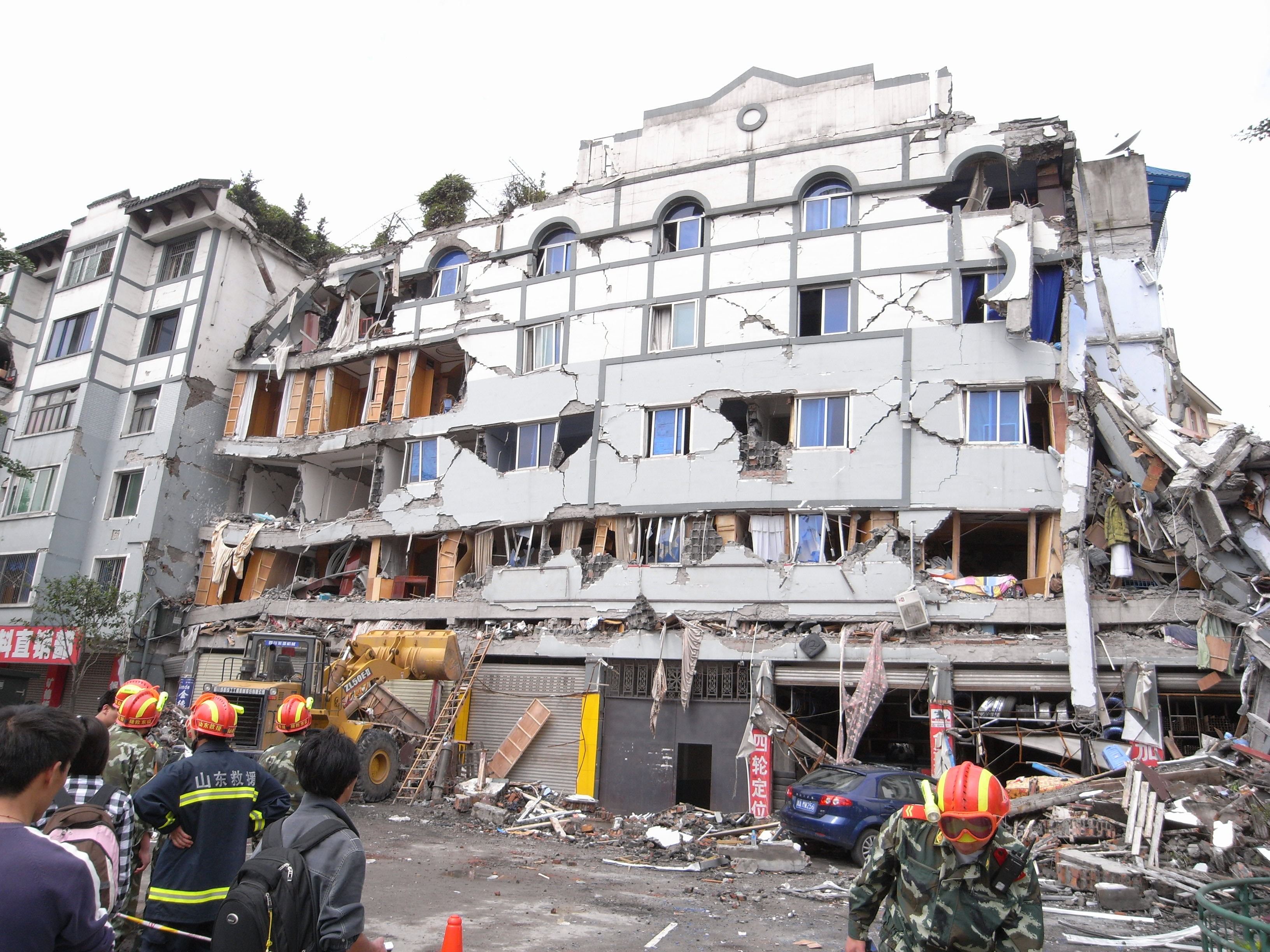
2008年に発生した四川大地震。画像は都江堰市で倒壊したビル。

- ナイチンゲールデー（ 世界）
ナイチンゲールの誕生日にちなんで制定されたもの。下記の国際看護師の日・看護の日もこれにちなむものである。
- 国際看護師の日（ 世界）
国際看護師協会 (ICN) が1965年に制定。日本では「国際看護婦の日」と称していたが、2002年に看護婦の呼称が看護師に変更されたのにあわせて、この記念日も「国際看護師の日」に改称された。
- 看護の日（ 日本）
厚生省（現在の厚生労働省）・日本看護協会等が1991年に制定[22]。
- 日蓮上人伊豆法難会（ 日本）
日蓮宗宗祖日蓮上人の四大法難のひとつに数えられるのが伊豆法難会。日蓮は鎌倉幕府に『立正安国論』上呈後の1261年（弘長元）年5月12日に捕縛され、伊豆に流された。この日身延山久遠寺の祖師堂では『宗祖伊豆法難会』が執り行なわれる他、ゆかりの寺院で法要が営まれる[23]。
- 民生委員・児童委員の日（ 日本）
1917年のこの日に民生委員・児童委員制度の前身とされる岡山県の済世顧問制度が発足したことを記念し、全国民生委員児童委員連合会が1977年に制定[24]。
- ザリガニの日（ 日本）
1927年神奈川県の養殖業者により、ウシガエルの餌としてアメリカのニューオーリンズからアメリカザリガニが持ち込まれた日による[25]。
- 海上保安の日（ 日本）
1948年のこの日に海上保安庁が開庁したことを記念。海上保安庁が1948年に「海上保安庁開庁記念日」として制定し、2000年より「海上保安の日」に改称した。
- アセローラの日（ 日本）
沖縄県本部町役場や商工会、観光協会、熱帯果樹研究会などで結成した「アセローラの日」制定委員会が1999年に制定。アセローラの認知度を高めて町の活性化を図ることが目的。日付はアセローラの初収穫の時期であることから[26]。
- こてっちゃんの日（ 日本）
兵庫県西宮市に本社を置くエスフーズ株式会社が制定。牛モツが手軽に食べられる「こてっちゃん」を、さらに多くの人に食べてもらうのが目的。日付は「こ（5）て（1）つ（2）」の語呂合わせから。
- 永平寺胡麻豆腐の日（ 日本）
福井県永平寺町の株式会社團助（だんすけ）が制定。精進料理の代表格である「胡麻豆腐」の美味しさ、魅力をさらに多くの人に知ってもらうのが目的。日付は「ご（5）まどうふ（12）」と読む語呂合わせから。
- LKM512の日（ 日本）
協同乳業株式会社が制定。同社が独自に研究を進めているビフィズス菌「LKM512」を使用したヨーグルトのPRが目的。日付は「LKM512」の512から[27]。
- 箕輪町安全安心の日（ 日本）
長野県上伊那郡箕輪町が2012年5月12日にWHO（世界保健機関）協働センターからセーフコミュニティの国際認証を、国内で4番目、全国の自治体で初めて取得したことから制定。記念日を通じてさらなる安全安心の理想郷を求め、セーフコミュニティ活動を推進していくことが目的。日付はセーフコミュニティの国際認証を受けた日から[28]。
- 防災の日（防災減災デー）（ 中華人民共和国)
防災意識を高め、対策を促進するため、2009年に中国国家減災委員会と中国民政部が制定。日付は2008年のこの日、中華人民共和国四川省アバ・チベット族チャン族自治州汶川県を震央とするマグニチュード8.0の巨大地震（四川大地震）が発生したことから[29]。